# Kapelle aus Lollar

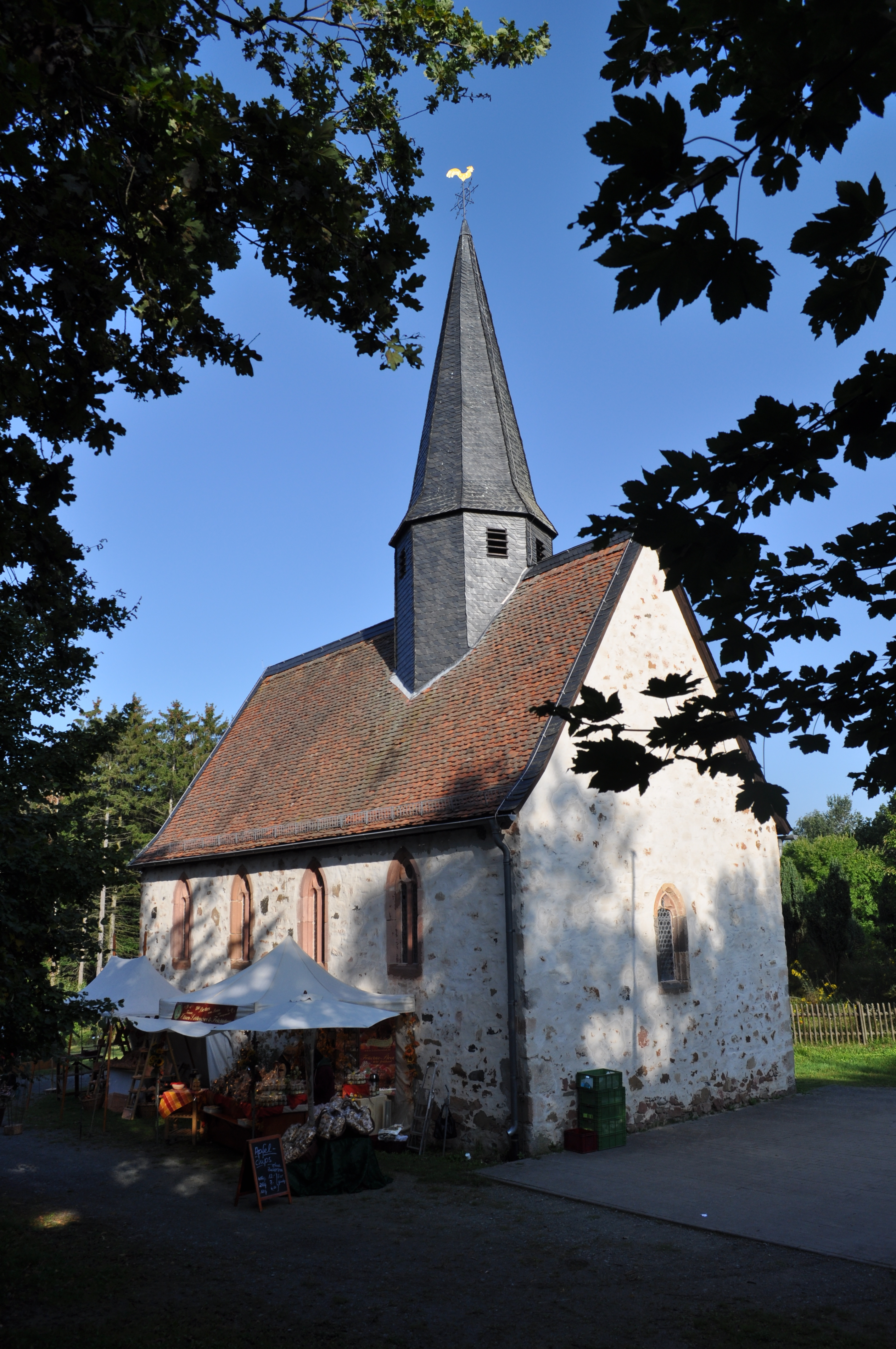
Kapelle aus Lollar

Die Kapelle aus Lollar ist eine denkmalgeschützte gotische Kapelle aus Lollar, die in den Hessenpark bei Neu-Anspach transloziert wurde.

## Geschichte der Kapelle
Die Kapelle wurde spätestens 1480, möglicherweise um 1460 errichtet, um Alten und Kranken, denen der Weg zum Kirchberg (1 km) zu beschwerlich war, eine Möglichkeit des Gottesdienstbesuchs zu geben. Lollar hatte damals etwa 200 Einwohner, so dass man eine Kapelle mit bescheidenen Ausmaßen errichtete.
Die Kapelle hat ein Satteldach mit Dachreiter und Glocke. Die Spitzbogenfenster auf der Giebelseite sind spätgotisch. Die Decke des rechteckigen Raumes wird durch zwei Holzstützen etwa aus dem Jahr 1600 getragen. Im 18./19. Jahrhundert stattete man sie mit seitlichen Holzemporen aus, die im Hessenpark nicht wieder eingebaut wurden. Erhalten sind ein Altar mit mittelalterlicher Altarplatte sowie der Schmuck der Emporenmalereien mit pflanzlichen Ornamenten.

## Translozierung in den Hessenpark

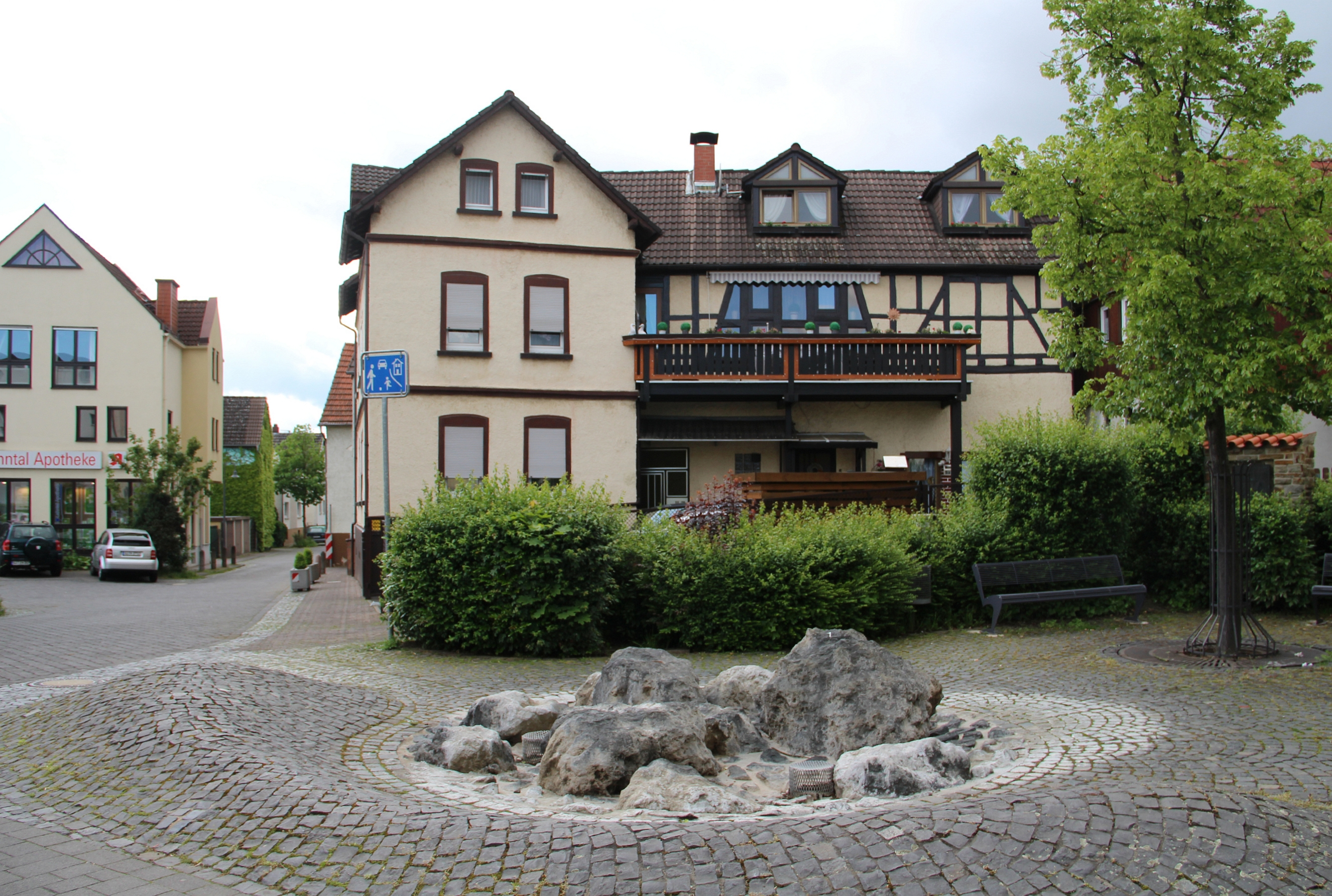
Keulerbachbrunnen in Lollar – ursprünglicher Standort der Kapelle

Mit dem Bau einer neuen evangelischen Kirche verlor die Kapelle ihre Funktion. Am 30. August 1959 erfolgte der letzte Gottesdienst und am 6. Mai 1969 erteilte das Kreisbauamt die Abrissgenehmigung. Die Denkmalschutzbehörde stimmte dem Abriss am 12. November 1971 jedoch unter der Maßgabe zu, dass die Kapelle im geplanten Hessenpark wieder aufzubauen sei.
Am 3. Dezember 1971 begann der Abbau unter Aufsicht des Denkmalschutzamtes. Die Holzeinbauten und Tür- und Fenstergewände wurden demontiert. Die Natursteine der Außenmauern konnten nicht original übernommen werden und wurden aus Lahn-Waschkies originalgetreu ersetzt.
Die Kapelle aus Lollar wurde am 19. September 1984 im Hessenpark in Dienst genommen, die nunmehr den Stand des Gebäudes im 16/17. Jahrhundert repräsentiert.
An Stelle der Kirche steht heute in Lollar der Keulerbachbrunnen.

## Glocke und Orgel
Bis 1819 befand sich eine Orgel in der Kapelle, die zuletzt 1787 repariert wurde. Heute befindet sich eine vergleichbar große Orgel des Orgelbaumeisters Hardt aus Weilmünster-Möttau in der Kapelle.
Die Glocken der Lollarer Kapelle befinden sich in der Lollarer Friedhofskapelle. Die beiden Glocken von 1479 und 1516 wurden originalgetreu nachgegossen und im Hessenpark in der Kapelle aufgehängt.

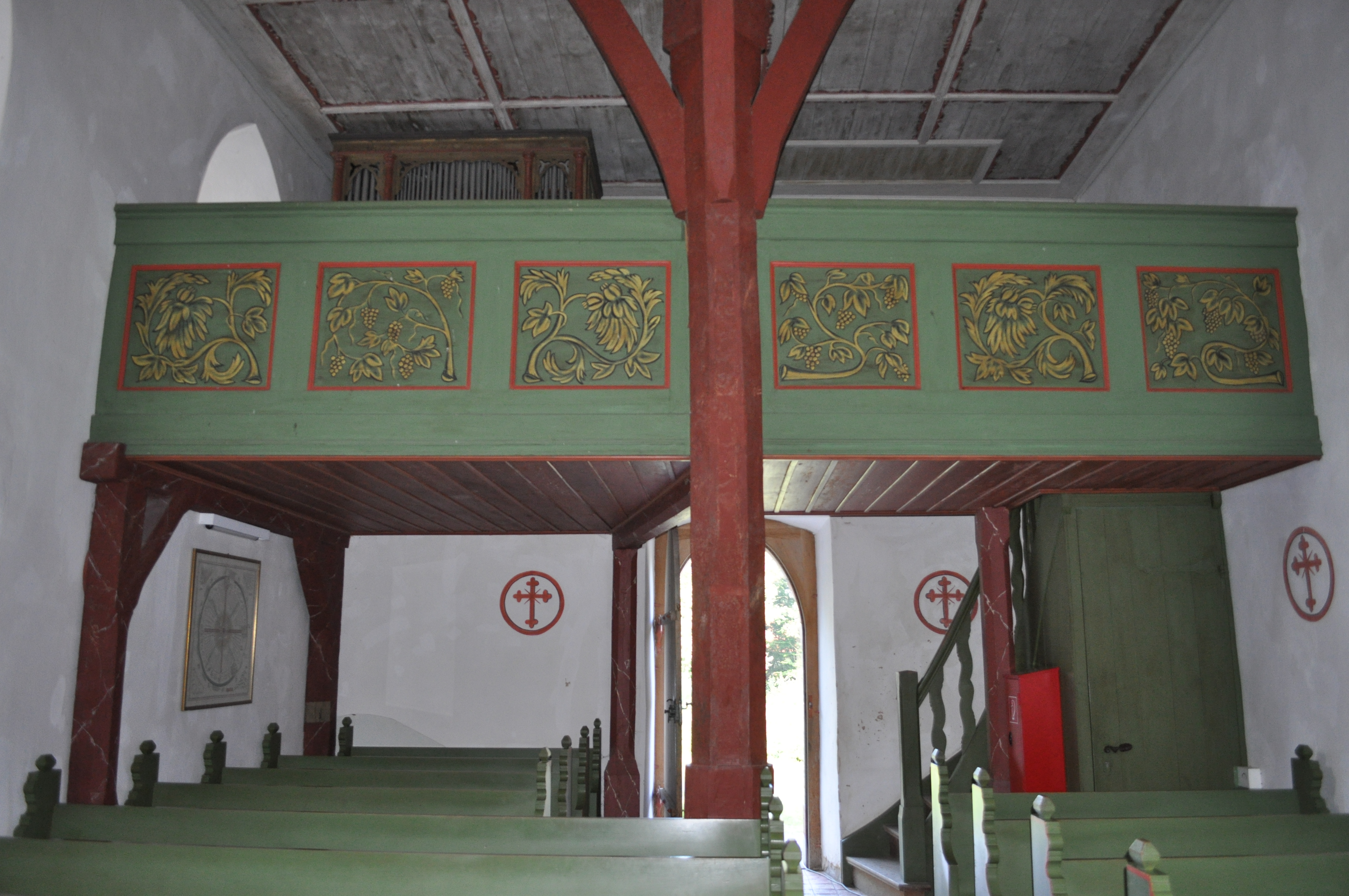
Blick vom Altar zum Eingang
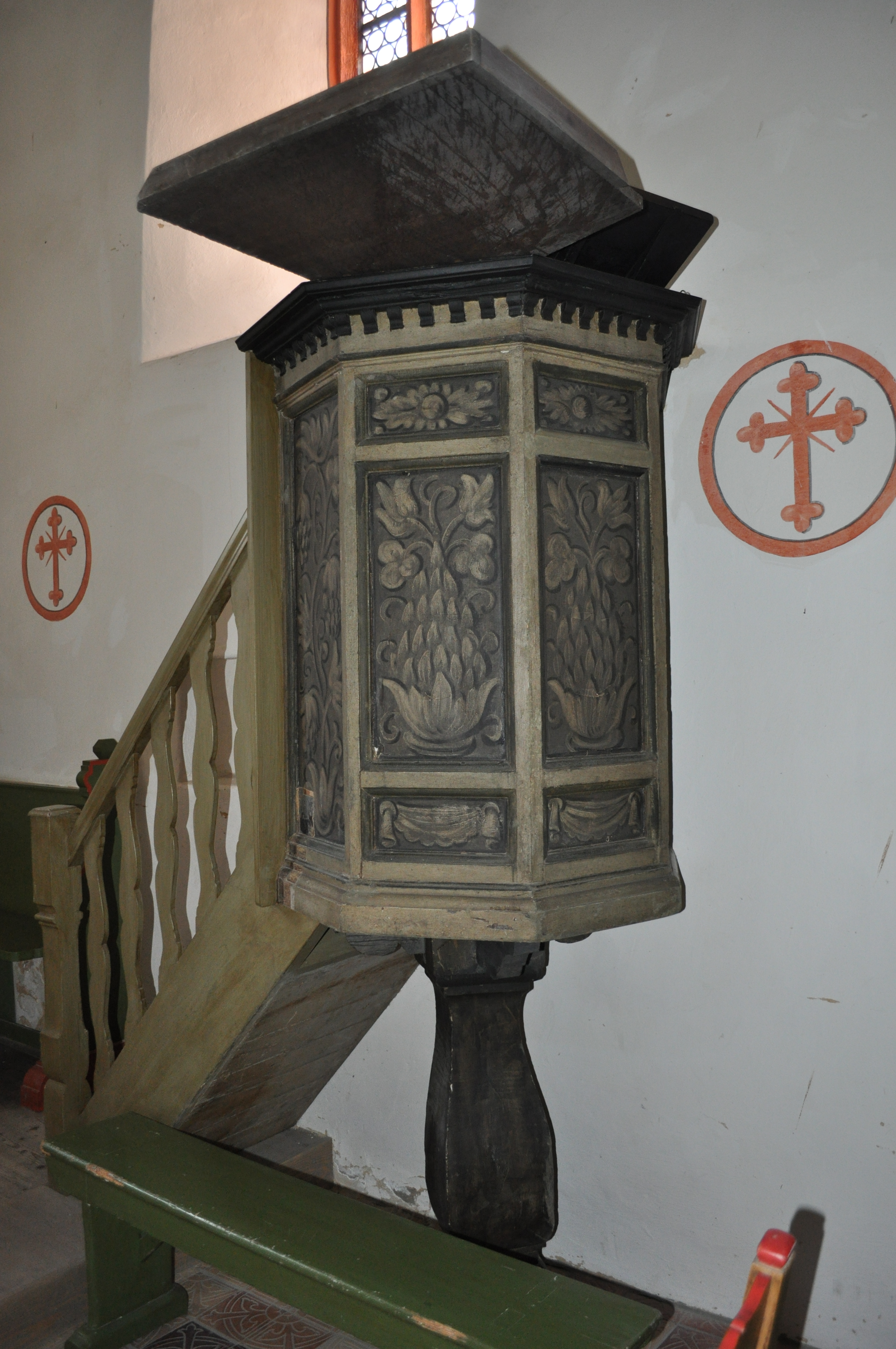
Kanzel
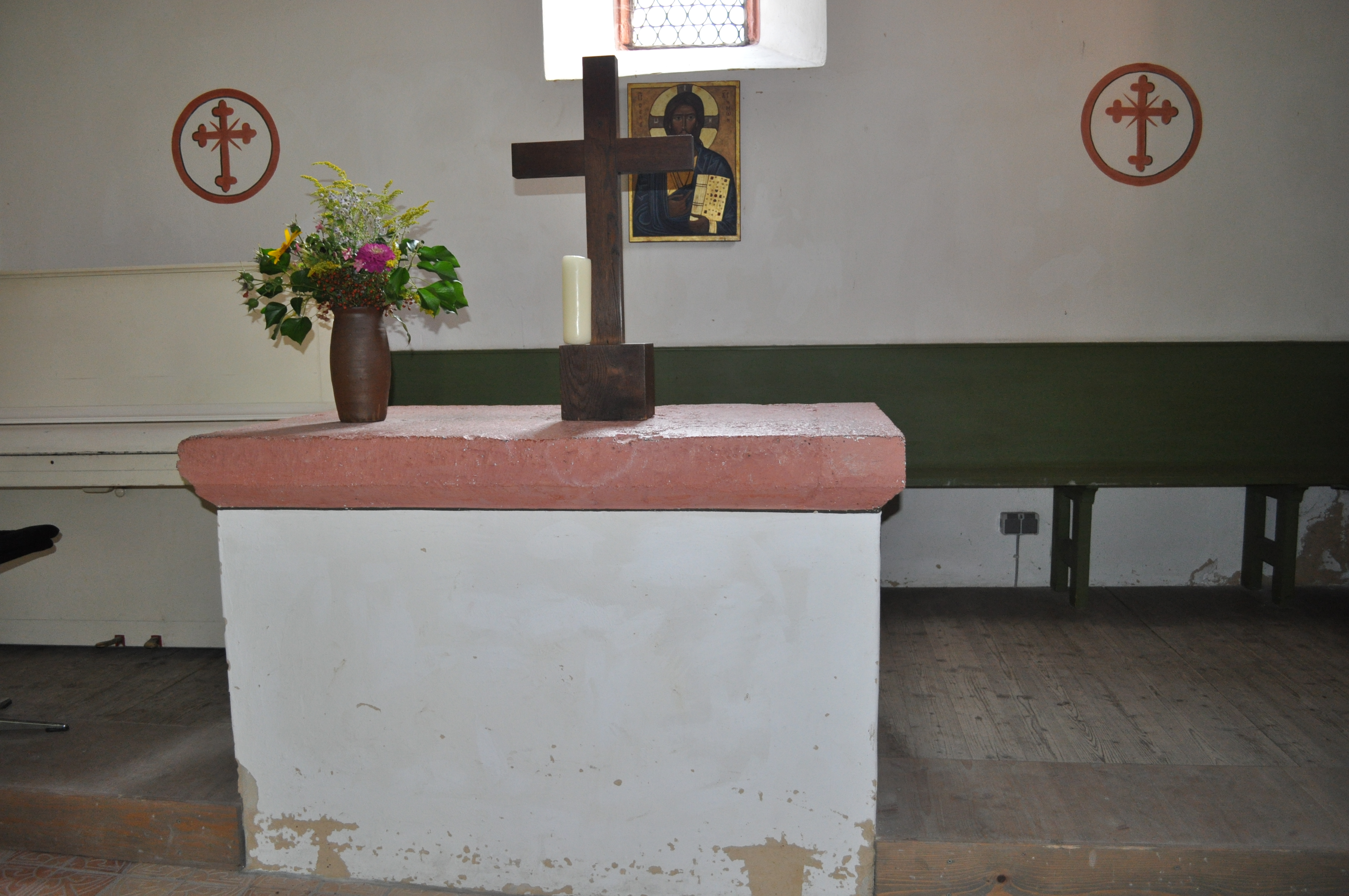
Altar
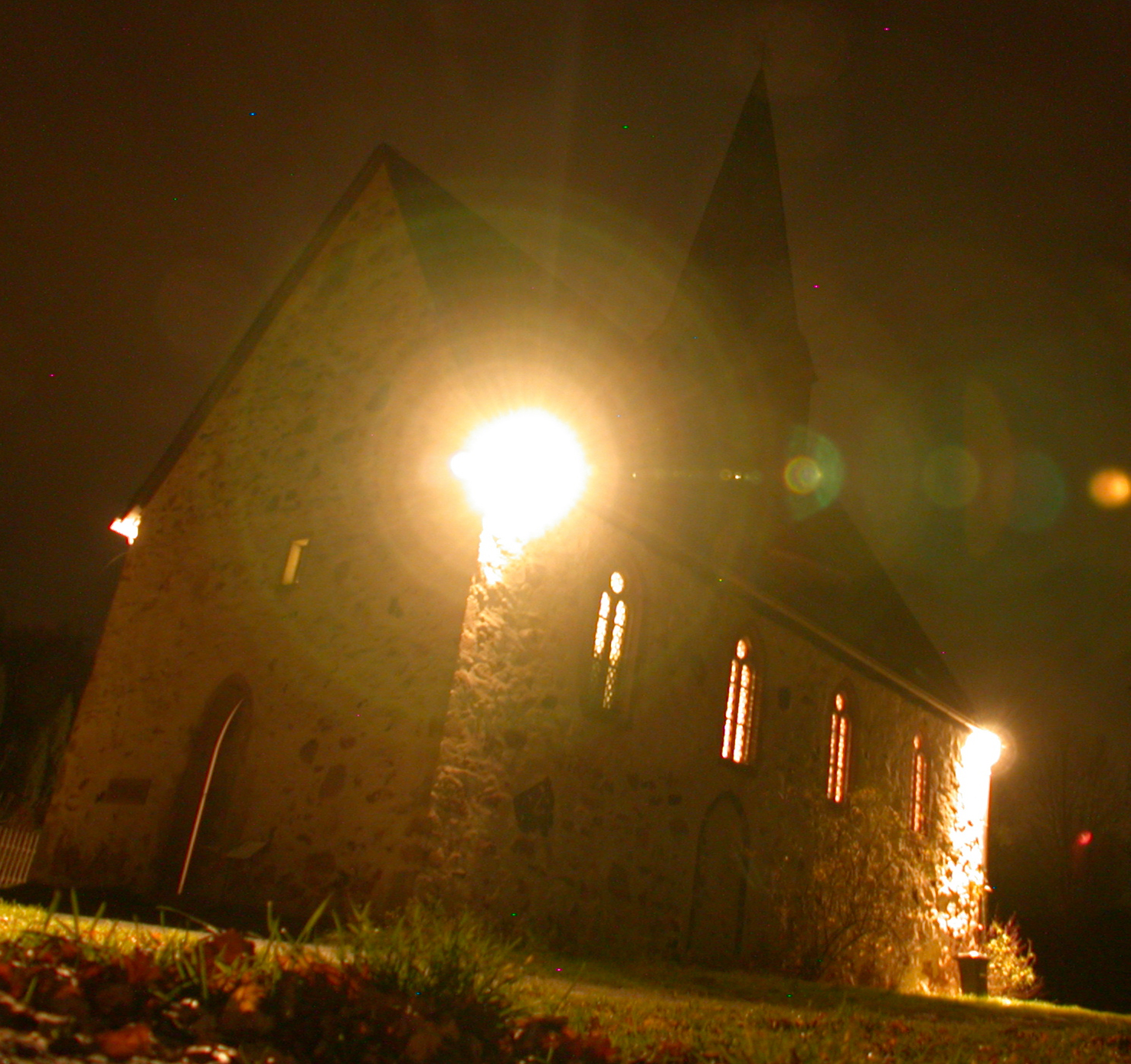
Kapelle bei Nacht